# Orthorexia nervosa
Az orthorexia nervosa (vagy egyszerűen orthorexia) egy betegségként hivatalosan még el nem ismert evészavar-típus. Az ebben szenvedő betegek jellemzője az eltúlzott törekvés az egészséges (vagy egészségesnek hitt) táplálkozásra. A nervosa kiegészítés a betegség pszichés (idegi) eredetére utal.
A kifejezést egy amerikai orvos, Steven Bratman vezette be 1997-ben. Véleménye szerint bizonyos étkezésbeli megszorítások, amik az egészség elérése érdekében történnek, néhány embernél paradox módon pont oda vezethetnek, hogy a túlzott odafigyelés következtében megvonnak valamit a szervezetüktől, amire szükségük lenne, így káros hatással vannak az egészségükre. Ami miatt ez a jelenség Dr. Steven Bratman szerint megérdemli, hogy betegségként kategorizáljuk, az, hogy nagyban hasonló tüneteket mutat más evészavarokhoz: ilyenek pl. az elszigeteltség, szorongás, képesség elvesztése arra, hogy természetes, intuitív módon, szorongás nélkül egyen a személy, csökkent érdeklődés más természetes emberi tevékenységekkel kapcsolatban, és súlyos esetekben alultápláltsághoz vagy akár halálhoz is vezethet.
2009-ben a Brit Dietetikusok Szövetségének (BDA) tagja, Ursula Philpot így nyilatkozott a feltételezett kórképről a The Guardian napilapnak: „az orthorexia nervosában szenvedők a magukhoz vett ételnek kizárólag a minőségével foglalkoznak, próbálnak a saját definíciójuk szerint »legtisztábban« étkezni, a diétájukat, étkezésüket ehhez a mércéhez képest finomítani és korlátozni”. Ebben különböznek más evészavaros betegektől, pl az anorexia nervosában vagy bulimia nervosában szenvedőktől, akik az étel mennyiségére fókuszálnak a minősége helyett.
Az orthorexia nervosa jelenleg mint létező betegség hivatalosan nem elismert; az Amerikai Pszichiátriai Társaság nem ismeri el, és nem szerepel a hivatalos diagnosztikai kézikönyv legújabb verziójában, a DSM-V-ben sem.
Mint újonnan meghatározott étkezési zavar, az ortorexia nagy médianyilvánosságot kapott.

## Kritériumok
2016-ban Dr Thom Dunn az Észak-Coloradói Egyetemről és Steven Bratman az  Eating Behaviors folyóiratban formális kritériumokat javasoltak a betegség felismerésére.
A kritérium: Kényszeres fókuszálás az egészséges étkezésre, amit egy diétás elmélet vagy egy hiedelemhalmaz határoz meg. Ezek részletei változhatnak. Az egészségtelennek tekintett ételekhez erős stressz kapcsolódik. Előfordulhat fogyás, de az egészséges állapotként van értelmezve, nem célként. Ezt a következők igazolják:
- Kényszeres viselkedés vagy gondolatok abban a tekintetben, hogy a diéta szavatolja az egészséget. Ideértendő a táplálékkiegészítők használata és a testmozgás is.
- A diéta szabályainak megszegése félelmet kelt a betegségekkel szemben, tisztátlanságérzetet, negatív testi tünetekkel jár, amit nyugtalanság és szorongás kísér.
- A diéta időben fejlődik, egyre szigorúbbá válik, miközben akár teljes ételcsoportokat zár ki. Egyre hosszabb és gyakoribb tisztítókúrák jellemzik. Mindez súlyvesztést is okoz, ami nem cél, csak mellékhatás.

B kritérium: A kényszeres viselkedés és kényszergondolatok orvosilag is akadállyá válnak ezek miatt:
- Alultápláltság, gyors súlyvesztés vagy más következmények a korlátozó diéta miatt
- Belső stressz vagy akadályozottság a társas életben, a munkában vagy a tanulásban az egészséges étkezésről alkotott elképzelések miatt
- A pozitív testkép, önértékelés, azonosságtudat, elégedettség csak attól függ, hogy sikerült-e betartani a diétát.

Az ortorexia felismeréséért kérdőívet is kidolgoztak, aminek jele ORTO-15.  A cikk szerzői szerint azonban nem vizsgálták meg a kérdőív hitelességét és érvényességét.

## Tünetek
Az orthorexia nervosa tünetei többek között lehetnek:
- rögeszmés összpontosítás az étel kiválasztására, megvásárlására, előkészítésére, elfogyasztására, étkezés megtervezésére
- a személy az ételt elsősorban az egészség forrásának tekinti, nem pedig az élvezetének
- szorongás vagy undor jelentkezése a „tiltott ételek” közelében
- eltúlzott hit abban, hogy bizonyos ételek bevitelével vagy elhagyásával a személy megelőzhet vagy meggyógyíthat valamilyen betegséget vagy befolyásolhatja a közérzetet
- periodikus változások az étkezési szokásokban/hiedelmekben, miközben a személy más szokásai/hiedelmei változatlanok;
- mások elítélése étrendbeli szokásaik miatt;
- testkép torzulása, de nem a testtömeg miatt, hanem valamiféle „belső tisztaságra” visszavezetve (amennyiben a személy hiedelmeinek megfelelően étkezik, akkor érhető el ez);
- tartós meggyőződés, hogy a személy étrendje egészséges, annak ellenére is, hogy már testi tünetei vannak, amik jelzik, hogy nem, pl. alultápláltság[11][12][13]

## Epidemiológia
Egy feltételezés szerint a dietetikusok és a dietetikus-hallgatók veszélyeztetettebbek a táplálkozási zavarokkal, különösen az ortorexiával szemben, mivel ők ismerik a kapcsolatot az egészség és az étkezés között. Egy német tanulmány ezt megcáfolta; a vizsgált hallgatók nem értek el magasabb pontszámot a teszten, mint az átlagnépesség. Sőt, egy portugál vizsgálat szerint a hallgatók ortorexia pontszáma csökkent, miközben előrehaladtak tanulmányaikkal. A többi étkezési zavarral szemben sem mutattak nagyobb esendőséget, mint más szakos hallgatók.
Ezeket a felméréseket kritizálták módszereik miatt, mondván, hogy az eszközök felnagyították a prevalenciát.

## Okai
Jelenleg az ortorexia biológiai okai ismeretlenek. Az obszesszív-kompulzív megbetegedés étkezésre összpontosító formája lehet. Egy 2013-as college hallgatók körében végzett felmérés azt találta, hogy jelenléte negatív kapcsolatban áll az értelmi teljesítőképességgel.  Ez azt jelenti, hogy minél bonyolultabb kognitív feladatokat tudott megoldani a hallgató, annál kisebb volt annak a valószínűsége, hogy ortorexiás.

## Története
Az orthorexia nervosa kifejezést az amerikai Steven Bratman alkotta meg, és először 1997-ben jelent meg a Yoga Journal magazinban. Bratman az ortorexia szót az anorexia mintájára hozta létre a görög ορθο- (helyes) és όρεξις szavakból. Szó szerinti jelentése helyes étvágy, de valójában helyes diétát jelent. A nervosa szó latin eredetű, idegest jelent. Úgy írta le, mint kényszeres foglalkozást az étkezéssel. Az egészséges étkezésbe vetett hit különféle diétás elméleteken alapulhat, mint például nyers veganizmus, vagy makrobiotikus táplálkozás, de ezeket túlzásba viszik, ami rendellenes étkezési mintákhoz vezet, ez által pszichológiai és testi problémákat okozva. Bratman mindezt kétféle tapasztalatára alapozta: az 1970-es évekbeli személyes és az 1990-es praxisában szerzettekre. 2000-ben Bratman, közös könyvet jelentetett meg David Knighttal, Health Food Junkies címmel, amiben bővebben foglalkoznak a témával.
Egyes újabb cikkek tévesen azokra használták az ortorexia elnevezést, akiknek az egészséges étkezésről alkotott véleménye eltért a fő iránytól. Bratmannek pontosítania kellett a meghatározást azzal, hogy nem számít, hogy mit hisz az illető, az ortorexia csak azokra vonatkozik, akiknél étkezési zavarok alakulnak ki az előírások körül. Azok, akik csak követnek bizonyos szabályokat az étkezésükben, még nem ortorexiások. A legtöbb irányzat biztonságosan követhető, csak néhány emberből hozza ki a tökéletes diéta iránti kényszeres megfelelést. A  National Eating Disorders Associationnek író PhD Karin Kratina így összegezte: Az ételek megválasztása annyira korlátozó mind mennyiségét, mind minőségét tekintve, hogy az egészség ironikus módon romlik.
2016 januárjában négy esettanulmány és 40 további cikk látott napvilágot tudományos újságokban világszerte. Egy 2011-es tanulmány szerint egy 111 holland nyelvű étkezési rendellenességek specialistákból álló minta 2/3-a arról számolt be, hogy találkozott már a rendellenességgel a klinikai gyakorlatban.

## Fordítás
Ez a szócikk részben vagy egészben  az   Orthorexia_nervosa című angol Wikipédia-szócikk fordításán alapul.  Az eredeti cikk szerkesztőit annak laptörténete sorolja fel. Ez a jelzés csupán a megfogalmazás eredetét és a szerzői jogokat jelzi, nem szolgál a cikkben szereplő információk forrásmegjelöléseként.